# Ivory Coast International 2017
Die Ivory Coast International 2017 im Badminton fanden vom 29. Juni bis zum 2. Juli 2017 in Abidjan statt.

## Sieger und Platzierte
| Disziplin    | Gold                                               | Silber                                    | Bronze                                       |
| ------------ | -------------------------------------------------- | ----------------------------------------- | -------------------------------------------- |
| Herreneinzel | Anuoluwapo Juwon Opeyori                           | Bahaedeen Ahmad Alshannik                 | Gideon Babalola                              |
| Herreneinzel | Anuoluwapo Juwon Opeyori                           | Bahaedeen Ahmad Alshannik                 | Clement Krobakpo                             |
| Dameneinzel  | Ritika Thaker                                      | Simran Singhi                             | Dorcas Ajoke Adesokan                        |
| Dameneinzel  | Ritika Thaker                                      | Simran Singhi                             | Hadia Hosny                                  |
| Herrendoppel | Bahaedeen Ahmad Alshannik Mohd Naser Mansour Nayef | Adham Hatem Elgamal Mohamed Mostafa Kamel | Gideon Babalola Clement Krobakpo             |
| Herrendoppel | Bahaedeen Ahmad Alshannik Mohd Naser Mansour Nayef | Adham Hatem Elgamal Mohamed Mostafa Kamel | Mustaopha Muhammed Jafar Salihu Umar         |
| Damendoppel  | Simran Singhi Ritika Thaker                        | Zainab Momoh Peace Orji                   | Patricia Akpusugh Amin Yop Christopher       |
| Damendoppel  | Simran Singhi Ritika Thaker                        | Zainab Momoh Peace Orji                   | Stella Koteikai Amasah Grace Annabel Atipaka |
| Mixed        | Joseph Abah Eneojo Peace Orji                      | Gideon Babalola Uchechukwu Deborah Ukeh   | Jafar Salihu Umar Zainab Momoh               |
| Mixed        | Joseph Abah Eneojo Peace Orji                      | Gideon Babalola Uchechukwu Deborah Ukeh   | Emmanuel Donkor Stella Koteikai Amasah       |